# Gare de Revin
La gare de Revin est une gare ferroviaire française de la ligne de Soissons à Givet, située sur le territoire de la commune de Revin, dans le département des Ardennes en région Grand Est.
C'est une gare de la Société nationale des chemins de fer français (SNCF), desservie par des trains TER Grand Est.

## Situation ferroviaire
Établie à 134 m d'altitude, la gare de Revin est située au point kilométrique (PK) 175,403 de la ligne de Soissons à Givet, entre les gares d'Anchamps et de Fumay.

## Histoire
La gare de Revin est inaugurée le 16 avril 1862 par la Compagnie des chemins de fer des Ardennes lors de la mise en service de la section de Nouzonville à Givet de la ligne de Soissons à Givet.
Le bâtiment voyageurs d'origine, construit en 1862 était identique aux autres bâtiments construits par la Compagnie des Ardennes, notamment à Fumay et Nouzonville.
Il fut détruit durant la Première Guerre mondiale.
Après la guerre, la Compagnie des chemins de fer de l'Est y édifia un bâtiment type Reconstruction à grand logement de fonction.
Il s'agit d'un bâtiment standard correspondant à la plus grande des trois variantes de ce type a été construit au début du XXe siècle. Il comporte une partie haute en forme de T à deux étages sous toiture à demi-croupes avec des corniches à consoles. La partie basse, dévolue aux voyageurs consiste en une aile basse comportant trois travées de taille moyenne encadrées par deux fenêtres étroites sous un toit à deux pans. Tous les percements du rez-de-chaussée recourent à l'arc bombé ; la façade est ornée de motifs de brique rouge et le soubassement est en béton.

## Fréquentation
Selon les estimations de la SNCF, la fréquentation annuelle de la gare figure dans le tableau ci-dessous.
| Année                      | 2015    | 2016    | 2017    | 2018    | 2019    | 2020    | 2021    | 2022    | 2023    | 2024    |
| -------------------------- | ------- | ------- | ------- | ------- | ------- | ------- | ------- | ------- | ------- | ------- |
| Voyageurs                  | 230 865 | 223 448 | 198 749 | 176 229 | 173 618 | 166 336 | 180 714 | 199 519 | 236 154 | 241 975 |
| Voyageurs et non voyageurs | 288 581 | 279 310 | 248 436 | 220 287 | 217 023 | 207 920 | 225 873 | 249 398 | 295 193 | 302 469 |

## Service des voyageurs

### Accueil
Gare SNCF, elle dispose d'un bâtiment voyageurs, avec un guichet ouvert tous les jours. Elle est équipée d'automates pour l'achat de titres de transport, d'une salle d'attente et de quais couverts.

### Desserte
Revin est desservie par des trains TER Grand Est qui circulent entre les gares de Charleville-Mézières et de Givet, via Revin.

## Service des marchandises
Cette gare est ouverte au service du fret.

## Dans la littérature
Dans le récit souriant d'une épopée touristique au long de Sambre et Meuse recueilli dans Chemins d'eau, Jean Rolin s'extasie devant la succession des gares qui ponctuent son trajet de Givet à Charleville-Mézières (pour lui, chacune « pourrait être celle où débarque le narrateur d'Un balcon en forêt ») et spécialement des panneaux invitant à prendre garde au train croiseur, où il choisit de lire « sans doute une allusion, pour les enfants, à quelque moloch du premier âge industriel ».